# Prostituzione in Turchia
La prostituzione in Turchia è legale e regolamentata e i bordelli sono anch'essi legali; tuttavia, molte amministrazioni locali hanno ora una politica di non emissione di nuove registrazioni ed in alcune città, come Ankara e Bursa, i bordelli sono stati demoliti per ordine del tribunale.

## Status giuridico
La prostituzione (in turco Fuhuş) è regolamentata ai sensi dell'Art. 227 del codice penale (legge num. 5237); la promozione della prostituzione è punita da due mesi a quattro anni di reclusione e secondo la legislazione sui passaporti l'ingresso in Turchia è infine vietato a fini di prostituzione.
La casa di tolleranza (genelev) è legale ed autorizzata ai sensi delle leggi sanitarie vigenti le quali si occupano di infezioni a trasmissione sessuale. Le donne hanno bisogno di essere registrate e di acquisire una specifica carta di identità con le date dei controlli sanitari effettuati; è obbligatorio per le prostitute iscritte sottoporsi a controlli periodici sanitari di prevenzione.
La polizia viene autorizzata a controllare l'autenticità delle prostitute registrate per determinare se sono state esaminate in una maniera corretta e per garantire la salute pubblica facendo in modo che vi si sottopongano; gli uomini tuttavia non possono registrarsi ai sensi del presente regolamento. La maggior parte dei lavoratori del sesso, in ogni caso, non sono registrati, in quanto i governi locali hanno assunto una politica di non emissione di nuove registrazioni.
Altre norme che interessano il "lavoro sessuale" in Turchia comprende anche la legge sulle infrazioni e i reati minori, all'art. 32; nonostante ciò l'applicazione di tale norma è risultata essere piuttosto controversa. In alcune città, come Ankara e Bursa, i bordelli sono stati demoliti per ordine del tribunale.

## Illegalità
La prostituzione risulta essere classificata come illegale quando opera all'interno dei bordelli senza avere la dovuta licenza per farlo, essendo in tal modo una prostituta senza più alcun controllo sanitario e priva di registrazione. Questi casi di prostituzione illegale sono punibili con un massimo di un anno di reclusione.

## Diritti
Nel 2008 attivisti e lavoratori del sesso in Turchia hanno annunciato che stavano lavorando su un progetto per stabilire la prima unione dei lavoratori del sesso della Turchia.

## Demografia
| Condizione                                      | Dati                    |
| ----------------------------------------------- | ----------------------- |
| Numero di prostitute                            | 100,000                 |
| Prostitute registrate nei 56 bordelli operativi | 3,000                   |
| Prostitute registrate dalla polizia             | 15,000                  |
| Donne in attesa d'ottenere le licenze           | 30,000                  |
| Età media delle prostitute                      | tra i 15 e i 40 anni    |
| Bilancio annuale                                | 3–4 miliardi di dollari |

## Tratta di esseri umani
La Turchia è una delle destinazioni "top" per le vittime della tratta di esseri umani in relazione al mercato del sesso, secondo un rapporto prodotto dall'Ufficio delle Nazioni Unite per il controllo della droga e la prevenzione del crimine (UNDOC). I paesi di origine delle vittime di tratta identificate nel 2008 sono in particolare donne del Turkmenistan, Uzbekistan, Armenia, Moldavia, Kirghizistan, Federazione russa, Georgia, Ucraina, Azerbaigian, Romania, Kazakistan, Bielorussia, Bulgaria e Indonesia, spedite da organizzazioni criminali che si dedicano alla tratta delle donne a fini di prostituzione; ed in breve tempo le donne russe ed ucraine hanno letteralmente invaso molti paesi europei, compresa la Turchia.
Secondo i rapporti che appaiono nel 2006, il paese sta rapidamente diventando uno dei più grandi mercati per schiave sessuali provenienti da ex stati sovietici: "Circa 5.000 donne, più della metà dalla Moldavia e dall'Ucraina, si ritiene che possano lavorare come schiave del sesso in tutta la Turchia".